# Nedělní škola

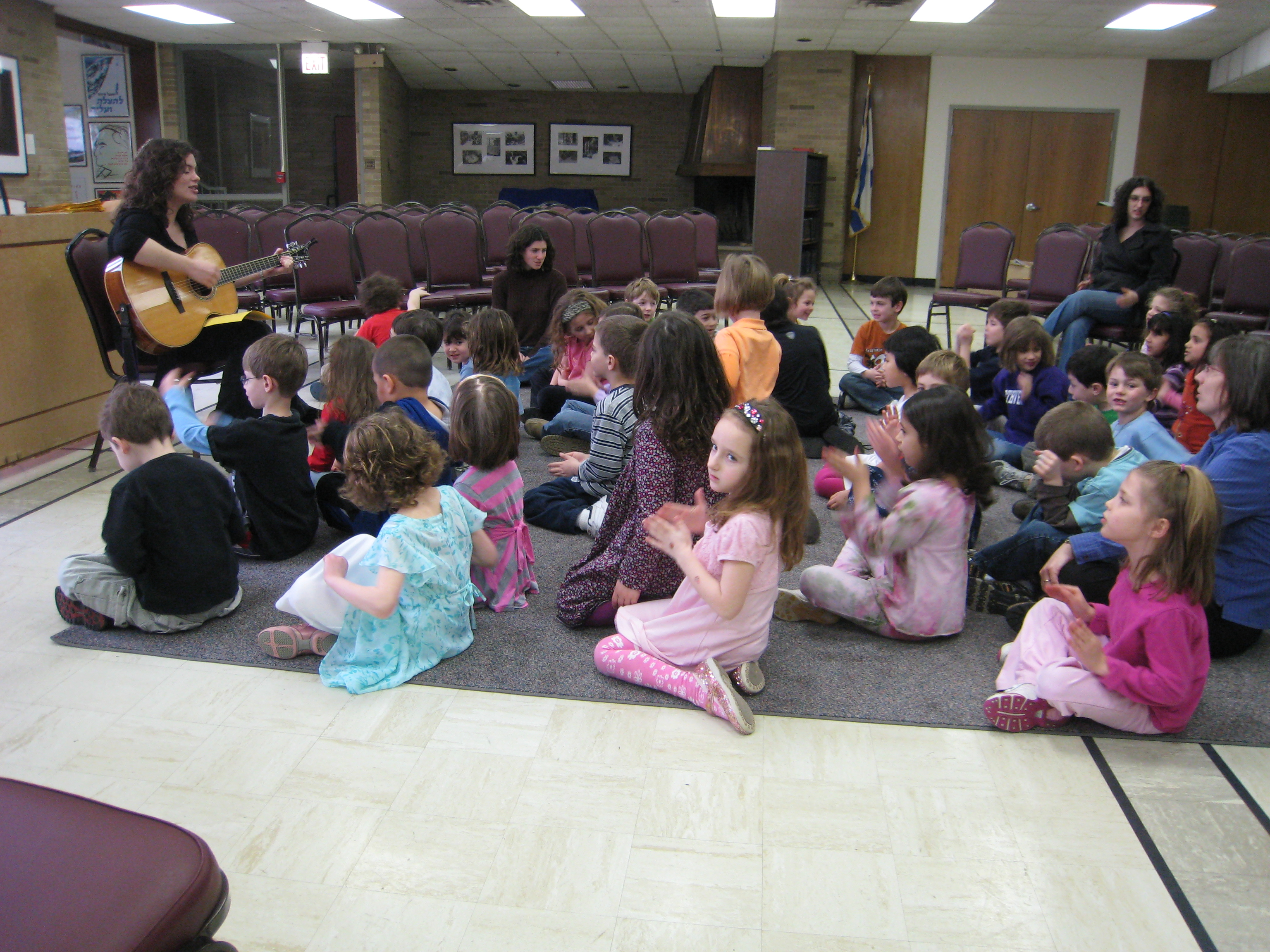
Nedělní škola v Chicagu v roce 2008

Nedělní škola, nedělní školka či nedělní besídka představuje jednu z forem katecheze; většinou se jedná o katechezi dětí, a to zejména v protestantských církvích.

## Dějiny
Nedělní školy vznikly ve Velké Británii jako reakce na zanedbané vzdělávání prostého lidu. Za nejstarší nedělní školu se pokládá škola v High Wycombe, založená roku 1769 Hannah Ballovou. O rozšíření nedělních škol se zasloužil zejména žurnalista Robert Raikes z Gloucestru a následně společnost Society for the Support and Encouragement of Sunday Schools throughout the British Dominions. Spolek byl podporován všemi církevními a politickými stranami, což vyplývalo z přesvědčení o nutnosti a účelnosti vzdělání lidu.
Hnutí nedělních škol se brzy rozšířilo z britského impéria do Spojených států amerických a následně do dalších zemí světa.
Roku 1907 byla v Římě založena Světová asociace nedělních škol (World Sunday School Association), jejíž sídlo bylo v New Yorku. Světová asociace nedělních škol ukončila svou činnost v roce 1971 a její činnost převzala vzdělávací sekce Světové rady církví.

## Nedělní školy v Českých zemích
V Českých zemích vznikly nedělní školy nejdříve v evangelické reformované církvi. První nedělní škola v Čechách byla založena 7. května roku 1864 v Krabčicích seniorem Václavem Šubertem, který roku 1881 vydal spis Nedělní škola. K dalším propagátorům nedělních škol patřili v reformované církvi superintendent Čeněk Dušek a konsenior Bohumil Karel Mareš, jenž vydal několik sešitů čtvrtletních výkladů biblických oddílů pro nedělní školu. V luterské evangelické církvi ve Slezsku se činnost nedělních besídek pojí zejména s činností Křesťanského společenství a se jménem Olgy Stonawské (1874–1964). Roku 1921 vznikl Svaz nedělních škol v Československu, jehož tajemníkem byl Adolf Novotný. Svaz byl členem Světové asociace nedělních škol.
V současnosti produkuje vzdělávací materiály pro nedělní školy zejména Dětská misie (založena v Česku roku 1993) a organizace Samuel – biblická práce pro děti (založena roku 1990).

## Nedělní školy v Evropě
V Německu byl průkopníkem nedělních škol Johann Gerhard Oncken, který založil společně s luterským farářem Johannem Wilhelmem Rautenbergem roku 1825 nedělní školu v Hamburku. Německá evangelická státní církev oficiálně uznala práci nedělních škol roku 1869; v této církvi se postupem doby místo pojmu „nedělní škola“ začalo užívat pojmu „dětské bohoslužby“ (Kindergottesdienst).
V Norsku byl založen roku 1889 Svaz nedělních škol (Søndagsskoleforbund). Roku 1936 se v Oslu konala poslední Světová konference nedělních škol (World’s Sunday School Convention).
Tradice nedělních škol v Rusku sahá do roku 1859; měly zprostředkovávat dělníkům, kteří nemohli chodit do škol během týdne přístup k základnímu vzdělání. Praxi nedělních škol obnovil v poslední čtvrtině 20. století pravoslavný kněz Alexandr Vladimirovič Meň.
Na Slovensku začaly nedělní školy pro děti vznikat po první světové válce. O jejich rozvoj se zasloužila např. Oľga Textorisová (†1938), která založila Organizíciu pre nedeľné školy na Slovensku. Dne 10. listopadu 1996 byla ve Smolenicích založena Evropská asociace luterských nedělních škol (European Lutheran Sunday-school Association, ELSA). V současnosti se na Slovensku pro nedělní školy používá spíše označení dětská besídka (detská besiedka).

## Nedělní školy v Asii
V Japonsku byl průkopníkem nedělních škol Tamura Naomi (1858-1935).